# Рожков, Иван Акимович
Иван Акимович Рожков (23 января 1920, Воронеж — 1 апреля 1996, Самара) — советский футболист, защитник клуба «Крылья Советов», тренер.

## Биография
Начал играть в футбол в Воронеже.
Вместе с авиационным заводом эвакуировался в Куйбышев. Весной 1942 вместе с Николаем Михеевым, Борисом Герасимовым, Михаилом Ходней, Сергеем Румянцевым, Дмитрием Синяковым, Алексеем Колесниковым и Владимиром Теляком вошёл в основной состав нового клуба «Крылья Советов». Играл в «Крыльях» в первом послевоенном чемпионате 1945 года, в том сезоне команда вышла в класс «А», а Рожков провел на поле 11 из 17 игр первенства. В 1946 за основной состав не выступал. В 1947 провел 4 игры в классе «А».
В 1949 тренировал клуб «Химик» из Чапаевска. В 1950 работал главным тренером сызранского «Нефтяника», в 1951 — куйбышевских «Трудовых резервов».

## Семья
Младший брат — Василий Рожков (1922—1968) — футболист, играл в чемпионате 1945 за «Крылья Советов».